# Botryonopa dohrni
Botryonopa dohrni es un insecto coleóptero de la familia Chrysomelidae.
Fue descrita científicamente por primera vez en 1897 por Gestro.